# Summersville (West Virginia)
Summersville ist eine US-amerikanische City und Sitz der Countyverwaltung (County Seat) des Nicholas Countys im US-Bundesstaat West Virginia. Das U.S. Census Bureau hat bei der Volkszählung 2020 eine Einwohnerzahl von 3431 ermittelt.

## Kultur und Sehenswürdigkeiten

### Kultur
Summersville ist der Veranstaltungsort des jährlich stattfindenden Potato Festival (Kartoffelfest).

### Sehenswürdigkeiten
- Bekannt ist Summersville durch den Summersville Lake, größter See West Virginias.
- Am und im  Carnifex Ferry Battlefield State Park fanden im amerikanischen Bürgerkrieg die Kampfhandlungen im Kanawha-Tal statt, die zu Gunsten der Unionstruppen entschieden wurden.

## Söhne und Töchter der Stadt
- John D. Alderson, Politiker, Mitglied im US-Repräsentantenhaus